# Diocesi di Chalatenango
La diocesi di Chalatenango (in latino: Dioecesis Chalatenangensis) è una sede della Chiesa cattolica in El Salvador suffraganea dell'arcidiocesi di San Salvador. Nel 2021 contava 252.580 battezzati su 282.000 abitanti. È retta dal vescovo Oswaldo Estéfano Escobar Aguilar, O.C.D.

## Territorio
La diocesi comprende il dipartimento di Chalatenango in El Salvador.
Sede vescovile è la città di Chalatenango, dove si trova la cattedrale di San Giovanni Battista.
Il territorio si estende su 2.017 km² ed è suddiviso in 28 parrocchie.

## Storia
La diocesi è stata eretta il 30 dicembre 1987 con la bolla Qui perinde di papa Giovanni Paolo II, ricavandone il territorio dall'arcidiocesi di San Salvador.

## Cronotassi dei vescovi
Si omettono i periodi di sede vacante non superiori ai 2 anni o non storicamente accertati.
- Eduardo Alas Alfaro † (30 dicembre 1987 - 21 aprile 2007 ritirato)
- Luis Morao Andreazza, O.F.M. (21 aprile 2007 - 14 luglio 2016 ritirato)
- Oswaldo Estéfano Escobar Aguilar, O.C.D., dal 14 luglio 2016

## Statistiche
La diocesi nel 2021 su una popolazione di 282.000 persone contava 252.580 battezzati, corrispondenti all'89,6% del totale.
| anno | popolazione | popolazione | popolazione | presbiteri | presbiteri | presbiteri | presbiteri                | diaconi | religiosi | religiosi | parrocchie |
| anno | battezzati  | totale      | %           | numero     | secolari   | regolari   | battezzati per presbitero | diaconi | uomini    | donne     | parrocchie |
| ---- | ----------- | ----------- | ----------- | ---------- | ---------- | ---------- | ------------------------- | ------- | --------- | --------- | ---------- |
| 1990 | 259.000     | 272.000     | 95,2        | 16         | 10         | 6          | 16.187                    |         | 6         | 20        | 14         |
| 1998 | 203.000     | 250.000     | 81,2        | 25         | 20         | 5          | 8.120                     |         | 5         | 30        | 18         |
| 2002 | 212.000     | 250.000     | 84,8        | 23         | 21         | 2          | 9.217                     |         | 2         | 33        | 17         |
| 2003 | 238.500     | 265.000     | 90,0        | 19         | 17         | 2          | 12.552                    |         | 2         | 33        | 20         |
| 2004 | 238.500     | 265.000     | 90,0        | 21         | 19         | 2          | 11.357                    |         | 2         | 33        | 17         |
| 2006 | 244.000     | 271.000     | 90,0        | 32         | 31         | 1          | 7.625                     |         | 1         | 33        | 23         |
| 2013 | 258.000     | 287.000     | 89,9        | 43         | 37         | 6          | 6.000                     | 1       | 6         | 30        | 28         |
| 2016 | 266.649     | 297.070     | 89,8        | 43         | 41         | 2          | 6.201                     |         | 2         | 41        | 28         |
| 2019 | 248.000     | 276.890     | 89,6        | 47         | 46         | 1          | 5.276                     |         | 1         | 44        | 28         |
| 2021 | 252.580     | 282.000     | 89,6        | 46         | 46         |            | 5.490                     | 2       |           | 41        | 28         |